# Dietrich Erzberger

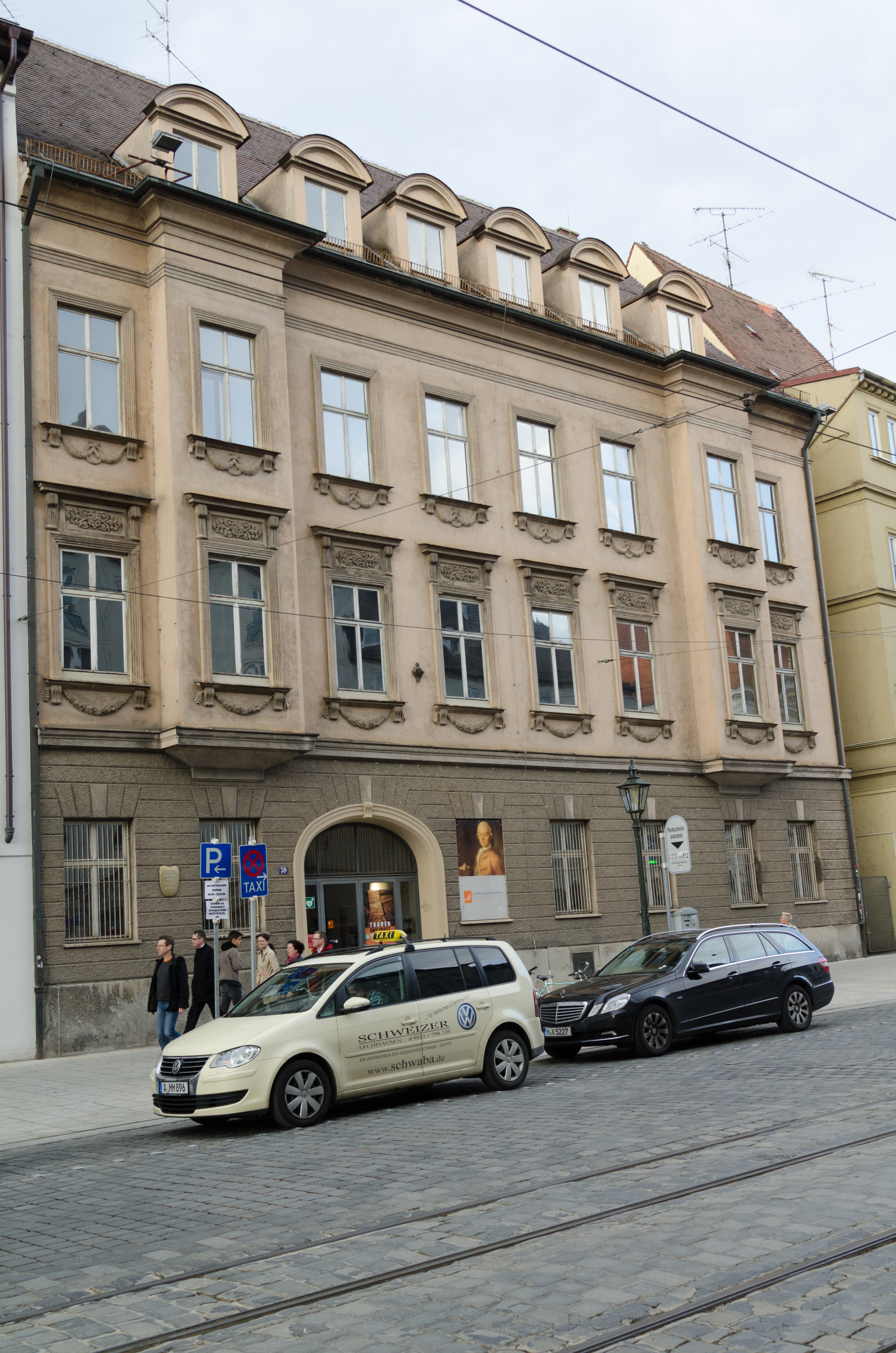
Der Sitz des Bankhauses Erzberger & Schmid, später Erzberger & Söhne in Augsburg, Maximilianstraße 59

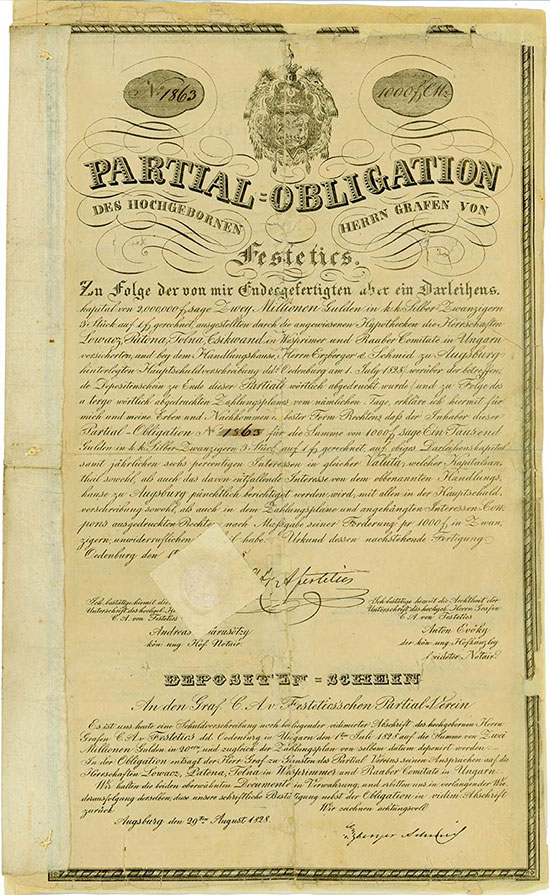
Partialobligation des Grafen Festetics aus dem Jahr 1828 mit Kopie des Depositenscheins des Bankhauses Erzberger & Schmid

Dietrich Erzberger (* 15. August 1779 in Basel; † 14. Februar 1850 in Augsburg) war ein deutscher Bankier schweizerischer Abstammung.

## Biographie

### Familie
Erzberger stammte als Sohn des Basler Kochs Dietrich Erzberger und seiner Ehefrau Anna Catharina, geb. Bolly, aus einfachen Verhältnissen. Am 22. Oktober 1804 heiratete er in Augsburg Johanna (genannt Jeanette) Catharina Barbara von Schüle, eine Tochter des Augsburger Kattunfabrikanten Johann Heinrich von Schüle und seiner Ehefrau Catharina Barbara, geb. Cristell. Aus dieser Ehe stammten sieben Kinder.

### Kaufmännische Tätigkeit
Erzberger begann seine kaufmännische Laufbahn in Basel und setzte sie bei einem Straßburger Handelshaus fort. Im Jahr 1800 übernahm er eine Aufgabe bei der aufstrebenden Augsburger Kattunmanufaktur Wohnlich & Frölich.
Durch seine Eheschließung mit einer Fabrikantentochter gelang Erzberger der Aufstieg ins Wirtschaftsbürgertum. Es ist sicherlich kein Zufall, dass er wenige Tage nach der Hochzeit ein eigenes Handelsgeschäft gründete. Die Mitgift der Braut dürfte sein Startkapital gewesen sein. Am 1. November 1804 eröffnete Erzberger & Co., eine Gesellschaft der neben Erzberger Jacob Friedrich Schmid sen., ein Freund aus Basler Tagen, und Carl Joseph Wollmuth angehörten. Nach dem Ausscheiden Wollmuths führten die beiden verbliebenen Gesellschafter die Geschäfte ab dem 5. Februar 1810 unter der Firma Erzberger & Schmid fort. Darauf, dass Erzberger von Anfang an Hauptgesellschafter gewesen war, deutet neben dem Firmennamen auch hin, dass er bereits 1830 zu den 10 höchstbesteuerten Bürgern Augsburgs gehörte, der Sohn und Erbe seines 1824 verstorbenen Teilhabers, Jacob Friedrich Benedict Schmid jun., jedoch nicht einmal unter den 20 Höchstbesteuerten aufscheint, obwohl auch der verstorbene Kompagnon ein stattliches Vermögen hinterlassen hatte.
Über die Geschäftstätigkeit des Unternehmens in den Anfangsjahren ist wenig bekannt. Die Firma scheint aber floriert zu haben. Bereits 1817 verfügte Erzberger über ein Vermögen, das es ihm erlaubte, vor dem Gögginger Tor, zwischen der heutigen Gögginger Straße und dem Rosenauberg, auf einem großen Grundstück ein ansehnliches Landgut, das „Gartengut auf dem Rosenaufeld“, errichten zu lassen.
Im Jahr 1828 hatte die Bank überregional schon einen so guten Namen erworben, dass er zum Missbrauch durch Dritte einlud. Graf Cároly Albert von Festetics aus Ödenburg hinterlegte über ein Drittinstitut eine für die damalige Zeit nicht unerhebliche Schuldverschreibung von 2 Mio. Gulden beim Großhandelshaus Erzberger & Schmid und versuchte durch Beifügung von Kopien des Hinterlegungsscheins zu den Partialobligationen in betrügerischer Absicht den Eindruck zu erwecken, er habe die Anleihe bei Erzberger & Schmid aufgenommen. Das Bankhaus, das um seine Reputation fürchten musste, wies mehrfach darauf hin, dass sein Name unberechtigterweise genutzt worden sei.
Im Jahr 1830 wurde die Privatbank als Wechselhaus bezeichnet. Augsburg galt zu dieser Zeit als hervorragender Platz für den Geld- und Wechselhandel mit den unterschiedlichen deutschen Währungen. Neben reinen Bankgeschäften scheint Erzberger & Schmid aber auch, wie für Augsburger Bankhäuser nicht unüblich, Handels- und Maklergeschäfte getätigt zu haben.
Bei der Gründung der Bayerischen Hypotheken- und Wechselbank stieß der auf dem Immobiliarkredit liegende Schwerpunkt des neu konzipierten Kreditinstituts auf den Widerstand zahlreicher Augsburger Bankiers. Sie forderten vergeblich, dem gewohnten und profitableren Mobiliarkredit und Staatsfinanzierungen einen höheren Stellenwert einzubeziehen. Als die Subskriptionsfrist für die Aktien der neu gegründeten Bank am 24. Januar 1835 endete, hatten diverse Augsburger Institute, darunter auch Erzberger & Schmid, keine Aktien gezeichnet. Die Aktienmehrheit war in Münchner Hand. In der Folge wurde München als Sitz des Instituts festgelegt. Am historischen Finanzplatz Augsburg zunächst als Schaden für das neue Bankinstitut angesehen, sollte sich jedoch mittelfristig zeigen, dass diese Entwicklung den Bankenstandort Augsburg in die Bedeutungslosigkeit führen würde.
Am 31. Mai 1835 referierte  der Ökonom Friedrich List im Augsburger Hotel Drei Mohren über ein deutsches Eisenbahnnetz. Unmittelbar danach konstituierte sich ein Komitee von Kaufleuten und Bankiers, das am 31. Juli 1835 in einer Eingabe an König Ludwig I. private Eisenbahnlinien vorschlug, die Augsburg mit den bedeutendsten nationalen und internationalen Handelszentren verbinden sollten. Zu den Unterzeichnern gehörte auch Erzberger. Die Regierung genehmigte zunächst für die Strecke von München nach Augsburg die Gründung der München-Augsburger-Eisenbahn-Gesellschaft in der Rechtsform einer Aktiengesellschaft mit einem Grundkapital von 2,2 Mio. Gulden. Die Aktien konnten gezeichnet werden, ohne dass sofort Kapital aufgewandt werden musste. Erzberger subskribierte Aktien im Nominalwert von 145000 Gulden und hatte damit eine der höchsten Beteiligungen an der Gesellschaft. Obwohl noch nicht einmal die Baukosten feststanden, wurden schon Anfang 1836 die Anrechtsscheine mit einem Aufschlag von 25 % gehandelt. Erzberger engagierte sich jedoch noch über diesen Zeitpunkt für die Eisenbahngesellschaft. Noch anlässlich der ersten Hauptversammlung der Aktiengesellschaft wird er als Funktionsträger genannt. Den angestrebten Aufsichtsratsposten erhielt er jedoch nicht, sondern wurde nur zum stellvertretenden Aufsichtsrat gewählt.
Im Jahr 1837 wurde auf Initiative des Augsburger Bankiers Ferdinand Benedikt Freiherr von Schaezler die für die wirtschaftliche Entwicklung Augsburg bedeutende Mechanische Baumwollspinnerei und -weberei Augsburg gegründet. Innerhalb des Deutschen Zollvereins war dies eine der wenigen Aktiengesellschaften, die nicht der Schwerindustrie angehörten. Das Grundkapital von 1,2 Mio. Gulden wurde innerhalb von nur drei Wochen von 47 kapitalstarken Interessenten gezeichnet. Mit 107000 Gulden hatte das  Bankhaus Erzberger & Schmid den größten Betrag gezeichnet.
Im Jahr 1849 schied Jacob Friedrich Benedict Schmid jun. aus der Privatbank Erzberger & Schmid aus, um das Bankhaus Friedrich Schmid & Co. zu gründen. Erzberger & Schmid firmierte daraufhin zunächst in Erzberger & Co. und später in Erzberger & Söhne um. Bereits um 1845 waren Dietrich Erzbergers Söhne Karl Albert Dietrich Erzberger und Hermann Friedrich Erzberger in das Bankhaus eingetreten. Die Leitung des Bankhauses übernahm nach Dietrich Erzbergers Tod sein Sohn Albert Erzberger, der in der Erbteilung auch das Bankgebäude in der Maximilianstraße 59 und Dominikanergasse 6 erhielt. Das Gartengut auf dem Rosenaufeld vor dem Gögginger Tor erhielten Albert und Hermann Erzberger zu gleichen Teilen. Nachdem Albert Erzberger das väterliche Unternehmen anfangs erfolgreich geleitet hatte, führte ein Liquiditätsengpass am 8. Februar 1882 zur Eröffnung des Konkursverfahrens über das Vermögen von Erzberger & Söhne.

### Ehrenämter
Ehrenamtlich engagierte sich Erzberger als Mitglied der als Mitglied des Kollegiums der Gemeindebevollmächtigten. Daneben war er spätestens ab 1826 als vorsitzender Stubenmeister ein führendes Mitglied der Augsburger Kaufleutestube, einer Vorläuferin der Industrie und Handelskammer.
Im Jahr 1822 hatten mehrere Augsburger Bankhäuser auf Initiative Johann Lorenz Freiherr von Schaezlers die gemeinnützige Augsburger Ersparniskasse als privatrechtlichen Verein gegründet. Mit dem Tod des Initiators, dem Konkurs von Carli & Comp. und der Auflösung des Bankhauses Wohnlich & Froelich drohte der Neugründung fünf Jahre später das Ende. In dieser Notlage übernahmen neben dem verbliebenen Vereinsmitglied Johann Gottlieb Freiherr von Süßkind die Augsburger Privatbankiers Johann Lorenz Freiherr von Schaezler jun., Christian von Froelich & Söhne, Lotzbeck & Comp. und Erzberger & Schmid die Trägerschaft des Vereins. Als jedoch die Staatsschuldentilgungskommission 1829 den Zinssatz für die Anlage der Sparkassengelder reduzierte, mussten sie diese Aufgabe jedoch in die Hände des Magistrats abgeben, damit die bisherige Zinszahlung an die Anleger gewährleistet werden konnte.
Daneben engagierte  sich Erzberger  für das Waisenhaus, dem er 22 Jahre lang vorstand und das er in seinem Testament mit einem Legat bedachte.

### Militärdienst
Im Jahr 1813 gehörte Erzberger als Oberleutnant einer Füsilierkompanie des Infanterieregiments der Stadt Augsburg der Bayerischen Nationalgarde an. Nach der Umwandlung der Nationalgarde in eine Landwehr war er 1818 Hauptmann einer Füsilierkompanie des Landwehrregiments der Stadt.